# Елецкий район
Еле́цкий райо́н — административно-территориальная единица (район) и муниципальное образование (муниципальный район) на западе центральной части Липецкой области России.
Административный центр — город Елец (в состав района не входит, является городом областного подчинения).

## География
Площадь 1185 км². Район граничит с Краснинским, Становлянским, Измалковским, Долгоруковским, Задонским районами Липецкой области.
Основные реки — Быстрая Сосна, Воргол, Воронец, Ельчик, Пальна, Паниковец.
Территория района относится к северо-западному агроклиматическому району и характеризуется умеренно-континентальным климатом с теплым летом и сравнительно холодной зимой.

## История
Район образован 10 июля 1928 года в составе Центрально-Чернозёмной области (ЦЧО) (до 1930 входил в Елецкий округ). 20 августа 1930 Елец выделен в город областного подчинения. После разделения ЦЧО 31 декабря 1934 года вошёл в состав Воронежской, а 27 сентября 1937 года — во вновь образованную Орловскую область. После образования 6 января 1954 года Липецкой области включён в её состав.

## Население
| 1939    | 1959    | 1970    | 1979    | 1989    | 2002    | 2006    | 2009    | 2010    |
| ------- | ------- | ------- | ------- | ------- | ------- | ------- | ------- | ------- |
| 98 683  | ↘42 474 | ↘42 016 | ↘35 374 | ↘33 433 | ↘29 627 | ↘28 800 | ↘28 219 | ↗30 130 |
| 2011    | 2012    | 2013    | 2014    | 2015    | 2016    | 2017    | 2018    | 2021    |
| ↘30 101 | ↘29 898 | ↘29 689 | ↘29 580 | ↘29 252 | ↘28 975 | ↗28 988 | ↘28 804 | ↗29 331 |

### Национальный состав
По итогам переписи населения 2020 года проживали следующие национальности (национальности менее 0,1 % и другое, см. в сноске к строке «Другие»):
| Национальность | Численность, чел. | Доля     |
| -------------- | ----------------- | -------- |
| Русские        | 27 650            | 94,27 %  |
| Армяне         | 305               | 1,04 %   |
| Азербайджанцы  | 226               | 0,77 %   |
| Таджики        | 183               | 0,62 %   |
| Цыгане         | 124               | 0,42 %   |
| Езиды          | 120               | 0,41 %   |
| Украинцы       | 96                | 0,33 %   |
| Корейцы        | 50                | 0,17 %   |
| Молдаване      | 46                | 0,16 %   |
| Киргизы        | 40                | 0,14 %   |
| Грузины        | 37                | 0,13 %   |
| Узбеки         | 30                | 0,10 %   |
| Другие         | 424               | 1,44 %   |
| Итого          | 29 331            | 100,00 % |

## Административно-муниципальное устройство
Елецкий район, в рамках административно-территориального устройства области, включает 15 административно-территориальных единиц — 15 сельсоветов.
Елецкий муниципальный район, в рамках организации местного самоуправления, включает 15 муниципальных образований со статусом сельских поселений:
| №  | Муниципальное образование  | Административный центр | Количество населённых пунктов | Население | Площадь, км2 |
| -- | -------------------------- | ---------------------- | ----------------------------- | --------- | ------------ |
| 1  | Архангельский сельсовет    | посёлок Солидарность   | 13                            | ↗3394     | 110,89       |
| 2  | Большеизвальский сельсовет | село Большие Извалы    | 3                             | ↘1086     | 46,41        |
| 3  | Волчанский сельсовет       | посёлок Маяк           | 11                            | ↗1592     | 105,61       |
| 4  | Воронецкий сельсовет       | село Воронец           | 8                             | ↗1879     | 107,44       |
| 5  | Голиковский сельсовет      | село Голиково          | 3                             | ↘574      | 48,50        |
| 6  | Елецкий сельсовет          | посёлок Елецкий        | 6                             | ↗1155     | 95,25        |
| 7  | Казацкий сельсовет         | село Казаки            | 3                             | ↗3262     | 79,06        |
| 8  | Колосовский сельсовет      | село Талица            | 6                             | ↗1722     | 85,35        |
| 9  | Лавский сельсовет          | деревня Казинка        | 2                             | ↗3149     | 65,15        |
| 10 | Малобоевский сельсовет     | село Малая Боевка      | 10                            | ↗763      | 77,97        |
| 11 | Нижневоргольский сельсовет | посёлок Газопровод     | 10                            | ↘4311     | 80,16        |
| 12 | Пищулинский сельсовет      | деревня Хмелинец       | 7                             | ↗1918     | 68,51        |
| 13 | Сокольский сельсовет       | посёлок Соколье        | 7                             | ↘1394     | 64,48        |
| 14 | Федоровский сельсовет      | село Каменское         | 8                             | ↘1824     | 78,55        |
| 15 | Черкасский сельсовет       | село Черкассы          | 2                             | ↘1308     | 58,17        |

## Населённые пункты
В Елецком районе 99 населённых пунктов.
| №  | Населённый пункт      | Тип          | Население | Муниципальное образование  |
| -- | --------------------- | ------------ | --------- | -------------------------- |
| 1  | 215 км                | разъезд      | 13        | Сокольский сельсовет       |
| 2  | 434 км                | ж.д. будка   | 8         | Архангельский сельсовет    |
| 3  | 442 км                | ж.д. будка   | 9         | Архангельский сельсовет    |
| 4  | Аксенкино             | деревня      | 103       | Нижневоргольский сельсовет |
| 5  | Александровка         | деревня      | 0         | Казацкий сельсовет         |
| 6  | Алексеевка            | деревня      | 0         | Колосовский сельсовет      |
| 7  | Аленка                | деревня      | 21        | Архангельский сельсовет    |
| 8  | Аргамач-Пальна        | село         | 155       | Елецкий сельсовет          |
| 9  | Аркатово              | деревня      | 82        | Сокольский сельсовет       |
| 10 | Архангельское         | село         | ↗309      | Архангельский сельсовет    |
| 11 | Барановка             | деревня      | 60        | Федоровский сельсовет      |
| 12 | Белевец               | деревня      | 8         | Пищулинский сельсовет      |
| 13 | Березовка             | деревня      | 23        | Казацкий сельсовет         |
| 14 | Большая Александровка | деревня      | 60        | Воронецкий сельсовет       |
| 15 | Большие Извалы        | село         | ↗546      | Большеизвальский сельсовет |
| 16 | Буевка                | деревня      | 15        | Архангельский сельсовет    |
| 17 | Быковка               | деревня      | 149       | Воронецкий сельсовет       |
| 18 | Васильевка            | деревня      | 0         | Малобоевский сельсовет     |
| 19 | Волчье                | село         | 113       | Волчанский сельсовет       |
| 20 | Воронец               | село         | ↘1153     | Воронецкий сельсовет       |
| 21 | Газопровод            | посёлок      | ↘1460     | Нижневоргольский сельсовет |
| 22 | Глушица               | деревня      | 2         | Волчанский сельсовет       |
| 23 | Голиково              | село         | 506       | Голиковский сельсовет      |
| 24 | Голубевка             | деревня      | 4         | Архангельский сельсовет    |
| 25 | Гудаловка             | деревня      | 0         | Федоровский сельсовет      |
| 26 | Дерновка              | деревня      | 0         | Малобоевский сельсовет     |
| 27 | Дерновка              | деревня      | 273       | Нижневоргольский сельсовет |
| 28 | Дмитриевка            | деревня      | 76        | Нижневоргольский сельсовет |
| 29 | Долгое                | село         | 81        | Волчанский сельсовет       |
| 30 | Екатериновка          | деревня      | ↘456      | Большеизвальский сельсовет |
| 31 | Елецкий               | посёлок      | ↗771      | Елецкий сельсовет          |
| 32 | Ериловка              | село         | 349       | Черкасский сельсовет       |
| 33 | Задонье               | село         | ↘52       | Голиковский сельсовет      |
| 34 | Задоньевский          | посёлок      | ↘105      | Голиковский сельсовет      |
| 35 | Зыбинка               | деревня      | 25        | Федоровский сельсовет      |
| 36 | Ивановка              | деревня      | 119       | Колосовский сельсовет      |
| 37 | Ивановка              | деревня      | 321       | Федоровский сельсовет      |
| 38 | Ивлевка               | деревня      | 0         | Архангельский сельсовет    |
| 39 | Ильинка               | деревня      | 70        | Малобоевский сельсовет     |
| 40 | Казаки                | село         | ↘3233     | Казацкий сельсовет         |
| 41 | Казинка               | деревня      | 1532      | Лавский сельсовет          |
| 42 | Каменское             | село         | ↗1351     | Федоровский сельсовет      |
| 43 | Касимовка             | деревня      | 28        | Елецкий сельсовет          |
| 44 | Ключ Жизни            | посёлок      | ↗1382     | Нижневоргольский сельсовет |
| 45 | Кожуховка             | деревня      | 30        | Архангельский сельсовет    |
| 46 | Колосовка             | деревня      | 349       | Колосовский сельсовет      |
| 47 | Комбаровка            | деревня      | 1         | Архангельский сельсовет    |
| 48 | Красный Куст          | посёлок      | 2         | Нижневоргольский сельсовет |
| 49 | Красный Октябрь       | посёлок      | 15        | Пищулинский сельсовет      |
| 50 | Красный Октябрь       | посёлок      | 44        | Федоровский сельсовет      |
| 51 | Красный Хутор         | деревня      | 9         | Воронецкий сельсовет       |
| 52 | Крутое                | село         | 216       | Волчанский сельсовет       |
| 53 | Лавы                  | село         | ↘1496     | Лавский сельсовет          |
| 54 | Ламская               | деревня      | 34        | Елецкий сельсовет          |
| 55 | Лукошкино             | деревня      | 17        | Сокольский сельсовет       |
| 56 | Малая Боевка          | село         | 669       | Малобоевский сельсовет     |
| 57 | Малая Суворовка       | деревня      | ↗111      | Сокольский сельсовет       |
| 58 | Малые Извалы          | деревня      | ↘108      | Большеизвальский сельсовет |
| 59 | Марчуки               | деревня      | 142       | Волчанский сельсовет       |
| 60 | Маяк                  | посёлок      | 712       | Волчанский сельсовет       |
| 61 | Михайловка            | деревня      | 3         | Елецкий сельсовет          |
| 62 | Нетсево               | деревня      | 0         | Малобоевский сельсовет     |
| 63 | Нижний Воргол         | село         | ↘680      | Нижневоргольский сельсовет |
| 64 | Николаевка            | деревня      | 4         | Архангельский сельсовет    |
| 65 | Новый Ольшанец        | село         | 139       | Архангельский сельсовет    |
| 66 | Ольховец              | село         | 436       | Нижневоргольский сельсовет |
| 67 | Пажень                | деревня      | ↘37       | Нижневоргольский сельсовет |
| 68 | Пажень                | ж.д. станция | 141       | Нижневоргольский сельсовет |
| 69 | Паниковец             | село         | 325       | Воронецкий сельсовет       |
| 70 | Петровские Круги      | деревня      | ↘49       | Малобоевский сельсовет     |
| 71 | Пищулино              | село         | 27        | Пищулинский сельсовет      |
| 72 | Поповка               | деревня      | ↘195      | Колосовский сельсовет      |
| 73 | Приречье              | деревня      | 16        | Воронецкий сельсовет       |
| 74 | Рогатово              | село         | 29        | Пищулинский сельсовет      |
| 75 | Рудневка              | деревня      | 10        | Малобоевский сельсовет     |
| 76 | Рябинка               | деревня      | 1         | Малобоевский сельсовет     |
| 77 | Рябинки               | село         | 123       | Волчанский сельсовет       |
| 78 | Сазыкино              | деревня      | ↘30       | Пищулинский сельсовет      |
| 79 | Сахаровка             | деревня      | ↘1        | Архангельский сельсовет    |
| 80 | Свидеровка            | деревня      | ↘4        | Волчанский сельсовет       |
| 81 | Семичастное           | деревня      | ↘2        | Воронецкий сельсовет       |
| 82 | Слободка              | деревня      | ↘65       | Волчанский сельсовет       |
| 83 | Соколье               | посёлок      | 986       | Сокольский сельсовет       |
| 84 | Солидарность          | посёлок      | ↘2472     | Архангельский сельсовет    |
| 85 | Сосенка               | деревня      | 42        | Малобоевский сельсовет     |
| 86 | Суворовка             | деревня      | 59        | Колосовский сельсовет      |
| 87 | Талица                | село         | ↗1058     | Колосовский сельсовет      |
| 88 | Танеевка              | деревня      | 1         | Федоровский сельсовет      |
| 89 | Телегино              | ж.д. станция | 481       | Пищулинский сельсовет      |
| 90 | Трубицино             | деревня      | ↘263      | Елецкий сельсовет          |
| 91 | Урывки                | деревня      | 173       | Волчанский сельсовет       |
| 92 | Успенка               | деревня      | ↘9        | Малобоевский сельсовет     |
| 93 | Хитрово               | ж.д. станция | 145       | Федоровский сельсовет      |
| 94 | Хмелевое              | деревня      | 56        | Волчанский сельсовет       |
| 95 | Хмелинец              | деревня      | 1209      | Пищулинский сельсовет      |
| 96 | Черкасские Дворики    | деревня      | 92        | Сокольский сельсовет       |
| 97 | Черкассы              | село         | ↗1042     | Черкасский сельсовет       |
| 98 | Чернышевка            | деревня      | 268       | Воронецкий сельсовет       |
| 99 | Чибисовка             | деревня      | ↘292      | Сокольский сельсовет       |

## Официальные символы района
Флаг Елецкого района утвержден решением Елецкого районного Совета депутатов № 69 от 13 октября 2004 года.
Герб Елецкого района утверждён решением Елецкого районного Совета депутатов № 68 от 13 октября 2004 года.

## Экономика
Экономика представлена преимущественно предприятиями сельскохозяйственной отрасли в сферах растениеводства, птицеводства, животноводства, тепличного хозяйства, производства средств защиты растений.
Экономика имеет агропромышленное направление. Площадь земель сельскохозяйственного назначения составляет 95 тысяч гектар. Благоприятные климатические условия, наличие черноземов, способствуют развитию растениеводства – основы сельскохозяйственного производства района. Приоритетным направлением в сельском хозяйстве является развитие животноводческой отрасли. Достаточная кормовая база, наличие пастбищ и площадок для строительства комплексов и ферм, с последующим развитием всей логистической цепочки от производства до переработки и реализации – довольно свободная ниша для интересов инвесторов.

## Культура
Ежегодно в Елецком районе проходит 18 масштабных событийных мероприятий различного уровня - от районных до Всероссийских.
В районе функционируют 15 Поселенческих центров культуры и досуга.

### СМИ
Газеты:«Красное знамя »
- «В краю родном»
- «Мой елец»

## Археология
На правом берегу Воргол археологи нашли средневековое поселение Рябинки 2. Выявлено две волны заселения памятника — ранний этап (рубеж XI—XII вв. — середина XIII века) и второй этап (вторая половина XIII века — начало XIV века).

## Известные жители и уроженцы
- Феофан Затворник — в миру Георгий Васильевич Говоров (10 января 1815 — 19 января 1894), российский епископ, богослов, публицист-проповедник.
- Бехтеев, Сергей Сергеевич (20 (7) апреля 1879—4 мая 1954) — русский поэт-монархист, офицер.
- Полосин, Евгений Максимович (1912—1982) — актёр театра и кино, народный артист СССР (1969)
- Хренников, Тихон Николаевич (1913—2007) — советский композитор и общественный деятель.
- Варгунин, Владимир Александрович (1855-1921) - врач и просветитель Елецкого уезда.
- Глазков, Михаил Иванович (1930-1987) - поэт, прозаик, журналист, издатель, член Союза писателей СССР.
- Купавцев, Иван Акимович (1924-1944) - полный кавалер ордена Славы.

## Достопримечательности
- Храм Георгия Победоносца в селе КазакиХрам Казанской Иконы Божией Матери конца XVIII века в селе Талица. Имеет Федеральный охранный статус согласно постановлению совета министров РСФСР от 30.08.1960 г. № 1327
- Покровская церковь в селе Хитрово
- Усадьба Хвостова XIX века в деревне Шаталовка
- Смоленская церковь 1820 года в селе ТанеевкаВоенно-мемориальный комплекс "Знамя Победы" (на заднем плане город Елец)Никольская церковь 1776 года в селе Паниковец
- Церковь Вознесения Господня 1863—1879 года в селе Ольшанец
- Никольская церковь конца XIX в селе Лавы
- Храм Казанской Иконы Божией Матери 1766—1770 года в селе Воронец
- Церковь Рождества Пресвятой Богородицы в селе Аргамач-Пальна
- По берегу реки Воргол — «Воргольские скалы» и «Воронов Камень», часть заповедника «Галичья Гора»
- Усадьба Талдыкина
- Археологический парк "Аргамач" в селе Аргамач-Пальна
- Этностаница "Казачья застава" в селе Казаки